# Pastorale (singolo)
Pastorale è un singolo dei Rondò Veneziano pubblicato in Germania dalla BMG Ariola il 1993 e tratto dall'album Concerto per Beethoven. 

## Tracce
1. Pastorale – 3:40 (musica: Ludwig van Beethoven e Ivano Pavesi)